# Toeschietreflex
De toeschietreflex is het naar buiten laten spuiten van de moedermelk die zich in de melkklieren (glandula mammaria) bevindt.

## Mechanisme
Bij stimulatie van de tepel en areola merken sensoren van het epitheel de bovenlip van het kind op. Bij de aanraking van de tepelhof door de lippen van de zuigeling gaan impulsen vanuit de sensoren rond de tepel naar de hypofyse via het ruggenmerg en de hersenstam naar de hypothalamus. Hierdoor wordt de afscheiding van prolactine, oxytocine en ACTH gestimuleerd en die van gonadotrofinen, de geslachtshormonen, geremd. Hierbij is er sprake van een neurale afferente (‘aanvoerende’) en hormonale efferente (‘afvoerende’) weg.
De oxytocine in het bloed stimuleert in de borsten de myoepitheliale cellen, die om de alveoli in de melkklieren heen liggen. Hierdoor zullen ze samentrekken en de melk zal in de kanaaltjes komen. De druk die hierbij wordt geleverd is ongeveer 10 tot 20 mm Hg. Pas dan krijgt het kind daadwerkelijk melk. De toeschietreflex treedt dan in beide borsten op, niet alleen in de borst waaruit de baby drinkt.

## Reflex
Ervaren moeders krijgen al een toeschietreflex als de baby gaat huilen omdat deze honger heeft. Het kan ook gebeuren dat er een toeschietreflex optreedt als een andere baby dan de eigen baby huilt. Een moeder kan onrustig worden van dit huilen omdat ze instinctief drang voelt om aan te leggen. Ook warmte (bijvoorbeeld onder de douche) kan een toeschietreflex bewerkstelligen. Tot slot kan het toeschietreflex ontstaan na een orgasme omdat tijdens een orgasme ook oxytocine vrijkomt.

## Kolven
Sommige vrouwen hebben wel moeite om een toeschietreflex te krijgen bij het afkolven. Om ook bij kolven een toeschietreflex te krijgen kunnen bepaalde middeltjes gebruikt worden zoals: massage en warmte. Als deze middeltjes niet helpen, kan een neusspray met oxytocine een nuttig hulpmiddel zijn.
1. ↑  De oxytocine neusspray
2. ↑  De  neusspray met die functie is verkrijgbaar als Oxytocine CD Pharma 40 IE/ml neusspray.